# Fuck...I'm Dead
Fuck...I'm Dead är ett grindcoreband från Melbourne i Australien som uttrycker sig med extremt våldsamma låtnamn, men som inte har några texter över huvud taget.

## Bandmedlemmar
- Jay Jones: Sång
- Tom Raetz: Bas
- Dave Hill: Gitarr, trumprogramering

## Diskografi
- 2001 - Split 7" med Sanitys Dawn (No Escape Records)
- 2001 - Bring on the Dead (Razorback Records)
- 2003 - Split CD med Engorged (No Escape Records)